# لوئیز وانیل
لوئیز وانیل (انگلیسی: Louise Vanhille؛ زادهٔ ۶ نوامبر ۱۹۹۸) ژیمناست هنری اهل فرانسه است.